# 2007年山梨県知事選挙
2007年山梨県知事選挙（2007ねんやまなしけんちじせんきょ）は、2007年（平成19年）に実施された、山梨県知事を選出する選挙について記述する。

## 概要
現職知事の任期満了に伴い実施された選挙で、2007年（平成19年）1月4日に告示され、1月21日に投開票が行われた。
前回の選挙で初当選を果たした現職の山本栄彦に対し、8,969票差で敗れ当初は出馬しない意向であった横内正明が翻意し再度挑むことになり、実質この2人の一騎撃ちとなった。
前回では民主党や堀内光雄をはじめとする県内選出の自民党国会議員や山梨県議会議員の多くから支持を受け当選した山本であったが、政策の問題における県政の混乱が発生したことに加え、堀内が一時期党籍を追われたことや支援団体である山梨県教職員組合の政治資金規正法違反の影響から今回は民主党の県連からの支援に留まるなど苦戦を強いられることになった。一方で前回争っていた井上幸彦や山本の政策を検証していた検証機関ふるさと山梨を考える会、さらに保坂武や県連所属の83会のメンバーなど複数の自民党国会議員などから支持・支援を受けた横内は山本の政策を見直し独自の政策を強調した「ほっとけない運動」を展開し有利に選挙を進めていった。
そして投開票の結果、横内が山本を破り前回の雪辱を果たした。

## 立候補者
この選挙に立候補した者は以下の4名である。上述の通り事実上山本と横内による争いとなった。
| 候補者   | 年齢 | 党派       | 新旧 | 推薦・支持党派 | 前職・経歴                                   |
| -------- | ---- | ---------- | ---- | -------------- | -------------------------------------------- |
| 横内正明 | 64   | 無所属     | 新人 |                | 財団法人土地総合研究所理事 衆議院議員（3期） |
| 山本栄彦 | 71   | 無所属     | 現職 |                | 山梨県知事（1期） 甲府市長（3期）            |
| 石原秀文 | 63   | 日本共産党 | 新人 | 日本共産党     | 甲府共立病院医師                             |
| 金子望   | 61   | 無所属     | 新人 |                | 竹中英太郎記念館主宰 電通社員                |

## 選挙結果
- 投票率：66.23％（投票者数465,399名）前回67.45％をやや下回る結果となった[1]。

|      | 順位 | 候補者名 | 党派   | 新旧 | 得票数  | 得票率 | 惜敗率 | 供託金 |
| ---- | ---- | -------- | ------ | ---- | ------- | ------ | ------ | ------ |
| 当選 | 1    | 横内正明 | 無所属 | 新   | 235,383 | 51.08% | ----   |        |
|      | 2    | 山本栄彦 | 無所属 | 現   | 187,955 | 40.78% | 79.85% |        |
|      | 3    | 石原秀文 | 共産   | 新   | 24,203  | 5.25%  | 10.28% | 没収   |
|      | 4    | 金子望   | 無所属 | 新   | 13,315  | 2.89%  | 5.66%  | 没収   |

前回は開票率が90％台になるまで当確が出なかったほどの接戦であったが、今回は開票数分で当確が出るなど結果47,428票の大差で横内の勝利に終わった。市町村別に見ると前回山本の勝利に貢献した甲府市（前回約2万票差）と笛吹市（同約9千票差）でそれぞれ2千票しか差がつかなかったこと、また富士吉田市や山梨市など前回山本に票が入った所でも今回形勢が逆転するなど山本にとって苦しい状況であったことが改めて浮き彫りとなった。
一方で横内は県西部地域（地元韮崎市をはじめ南アルプス市や甲斐市・北杜市）など票が見込める地域で着実に地盤を固めたほか、上記自治体で切り崩しを行うなど有利に選挙戦を展開していった。